# Felső-Angara
A Felső-Angara (oroszul: Верхняя Ангара, burját nyelven Дээдэ Ангар гол) folyó Oroszország ázsiai részén, Burjátföldön. A  Bajkál-tó jelentős mellékfolyója. 

## Földrajz
Hossza: 438 km, vízgyűjtő területe: 21 400 km², évi közepes vízhozama: 265 m³/s. A Bajkálba ömlő második legbővízűbb folyó (az első a Szelenga). 
A Sztanovoj-felföldhöz tartozó Gyeljun-Uran-hegység és az Észak-mujai-hegység találkozásánál, Burjátföld északi határán ered és délnyugati irányba tart. Felső folyásán többnyire keskeny völgye van, zuhatagokat és sellőket képez. Alsó szakaszán síkvidéki folyó, széles völgyében mellékágakra bomlik és nagyobb részt az elmocsarasodott Felső-Angara-medencében folytatja útját. Nyizsnyeangarszk település közelében deltatorkolattal ömlik a Bajkál-tó legészakibb, sekély öblébe. 
Főként esők és jelentős mértékben földalatti vizek táplálják. Tavaszi árvize van, áprilistól júliusig folyik le az éves vízmennyiségének 50%-a. Jelentősek a nyári esőzéseket követő áradásai is. Októbertől májusig befagy, tavaszi és őszi jégzajlása 5-5 napig tart.
A torkolattól 215 km-ig hajózható. Hosszú szakaszon a folyó vonalát követi a Bajkál–Amur-vasútvonal, majd azt elhagyva Oroszország leghosszabb vasúti alagútja felé halad (Észak-mujai alagút).
Leghosszabb, jobb oldali mellékfolyója a Kotyera (vagy Katyera, 244 km).

## Települések
Kis települések a folyó partján: Jancsukan, Uojan, Angoja. A folyó völgyében, a parttól kb. 5 km-re épült Novij Uojan városi jellegű település és vasútállomás a Bajkál–Amur-vasútvonalon.